# Blodsugarna
Blodsugarna är en ungdomsroman av Mikael Niemi och utgiven av Alfabeta 1997. Boken är en fristående uppföljare till Kyrkdjävulen, den andra som följer kompisgänget Matti, Simon och Malin när de möter skrämmande varelser i Tornedalen. I boken har Malin fått sommarjobb på en arkeologisk utgrävning i Pajala där det börjar hända mystiska saker.